# Michel Amelot de Gournay
Pour les articles homonymes, voir Amelot et Famille Amelot.
Michel Amelot de Gournay, né le 15 août 1624 à Paris et mort à Tours, le 17 février 1687, est un prélat français du XVIIe siècle.

## Biographie
Il est issu de la famille Amelot, illustrée par de nombreuses charges au Parlement de Paris. Michel Amelot de Gournay est le fils de Jean Amelot, seigneur de Gournay, et de Catherine de Creil. 
Il est nommé conseiller au Parlement de Paris le 17 janvier 1648, il était encore simple clerc quand il fut pourvu de l'abbaye du Gué-de-Launay, en 1656. L'année suivante, il obtenait l'abbaye d'Évron par permutation avec Achille Le Petit de Gournay auquel il cédait le prieuré de Sainte-Opportune, près Paris, un canonicat en l'église de Chartres et une pension.
Il donna des pouvoirs de vicaire en 1661 à René Lair, archidiacre de Château-du-Loir, puis en 1680 à Jean Gérault, chanoine du Mans, qui fut continué par son successeur. La réforme de Saint-Maur avait été introduite par l'abbé de Gournay, qui lui laissa pour héritage un procès avec les religieux au sujet des réparations d'entretien négligées par lui. Il y eut transaction en 1659. 
L'Abbé Angot ne connait pas par suite de quelles circonstances il avait comme jeté son dévolu sur les bénéfices du diocèse du Mans, où il posséda encore l'abbaye de Saint-Calais ; mais il y fit de fréquents voyages. Il est à Évron au mois de novembre 1666 ; en mai, juin, septembre 1670, on le trouve au Mans, au Gué-de-Launay, à Évron. L'année suivante, nommé à l'évêché de Lavaur, pour lequel il laissa son abbaye de Saint-Calais, il officia pontificalement et fit même une ordination en l'église d'Étival. 
Le maire et les échevins de Laval, dans une lettre à Jean-Baptiste Colbert, se plaignent de ce que l'abbé d'Évron, usant de son crédit à la cour, avait fait exonérer le pays d'Évron d'une partie des impositions dont le comté de Laval était lourdement chargé, et cela au préjudice des autres parties de l'Élection. 
Michel Amelot résigna en faveur de son neveu mais en exigeant la cession des prieurés de Gesnes et de Torcé qui dépendaient de l'abbaye d'Evron, 17 avril 1682. Il se fit même pourvoir plus tard de celui de Trans. Il céda ces trois prieurés, au mois de juin 1686, à Jean-François de Marescot. Le 14 janvier 1673, c'est-à-dire deux ans après son élection comme évêque de Lavaur, Michel Amelot fut promu à l'archevêché de Tours, dont il prit possession le 16 novembre. Il y est mort le 17 février 1687. Il appela les religieux de Saint-Maur à l'abbaye de Saint-Calais. 
Michel-Jean Amelot de Gournay, l'un des ambassadeurs du règne de Louis XIV était son neveu et probablement son filleul.

## Succession apostolique
Michel Amelot de Gournay a ordonné les évêques suivants :
- Évêque Jean-Baptiste de Beaumanoir de Lavardin (1678)

## Sources
- Gallia Christiana
- Dom Piolin, IV, 299.
- Insinuations ecclésiastiques - Titres de la fabrique d'Évron.
- Registre paroissial de Saint-Calais.
- Archives départementales de la Sarthe, H, 1422.
- « Michel Amelot de Gournay », dans Alphonse-Victor Angot et Ferdinand Gaugain, Dictionnaire historique, topographique et biographique de la Mayenne, Laval, A. Goupil, 1900-1910 [détail des éditions] (BNF 34106789, présentation en ligne)